# Claw Hammer
I Claw Hammer sono stati una band indie rock statunitense, attiva fra il 1986 e il 2000. Il nome si riferiva all'omonima canzone di Captain Beefheart.

## Storia
I Claw Hammer si formarono nel 1986 a Long Beach, California; i componenti provenivano da varie città vicine. La band pubblicò una cassetta e alcuni EP e singoli prima di firmare con la Sympathy for the Record Industry, che pubblicò il loro album di debutto omonimo nel 1990. Seguirono un altro EP e due album con questa etichetta, mentre la band acquisiva notorietà grazie ai suoi live. Poi la band firmò con la Epitaph Records per l'album del 1993, Pablum.
Nel 1994, i Claw Hammer furono il gruppo spalla di Wayne Kramer nel suo album The Hard Stuff. Dopo aver firmato con la major Interscope, la band pubblicò altri due album, l'ultimo nel 1997 con il nome Hold Your Tongue (and Say Apple).
La band da quel momento non pubblicò più album, ma proseguì l'attività live fino al 2000.

## Componenti
- Jon Wahl - chitarra, voce (Pontiac Brothers, Red Aunts)
- Rob Walther - basso
- Chris Bagarozzi - chitarra (Down by Law)
- Rick Sortwell - batteria (1986-1991)
- Bob Lee - batteria (1991-2000)

## Discografia

### Album in studio
- 1992 - Ramwhale (Sympathy for the Record Industry)
- 1993 - Pablum (Epitaph Records)
- 1995 - Thank the Holder Uppers (Interscope Records)
- 1997 - Hold Your Tongue (and Say Apple) (Interscope Records)

### Raccolte
- 1991 - Q:Are We Not Men? A:We Are Not Devo (Sympathy for the Record Industry)

### EP
- 1989 - Poor Robert (Grown Up Wrong)
- 1990 - Claw Hammer (Sympathy for the Record Industry)
- 1990 - Double Pack Whack Attack (Sympathy for the Record Industry)